# Legion of the Doomed
Legion of the Doomed (bra: Legião dos Condenados) é um filme de aventura americano de 1958 dirigido por Thor L. Brooks e escrito por Tom Hubbard e Fred Eggers. O filme é estrelado por Bill Williams, a playmate Dawn Richard, Anthony Caruso, Kurt Kreuger, Tom Hubbard e Hal Gerard.

## Sinopse
Um americano da Legião Estrangeira Francesa descobre que seu comandante é um traidor que formou uma aliança com várias tribos no deserto do Saara.

## Elenco
Abaixo a tabela do elenco.
| Ator           | Personagem         | Detalhes             |
| -------------- | ------------------ | -------------------- |
| Bill Williams  | Tenente Smith      | O herói              |
| Dawn Richard   | Dalbert Marcheck   | Esposa do capitão    |
| Anthony Caruso | Sargento Calvelli  |                      |
| Kurt Kreuger   | Capitão Marcheck   | O traidor            |
| Tom Hubbard    | Tom Brodie         |                      |
| Hal Gerard     | Garabi             |                      |
| John Damler    | Darjon             |                      |
| Rush Williams  | Canuck             | Gíria para canadense |
| George Baxter  | Coronel Lesperance |                      |
| Saul Gorss     | Sargento Tordeau   |                      |
| Joe Abdullah   | Karaba             |                      |
| Gary Kent      | Operador de rádio  |                      |
| Hanna Landy    | Mulher na rua      |                      |

## Produção
Legion of the Doomed é um filme típico de aventura da Legião Estrangeira Francesa. Um grupo de legionários - homens condenados, desajustados ou fracassados no amor - servindo no deserto norte-africano, e vistos como descartáveis por seus superiores, é enviado em missão suicida contra os nativos berberes da região. Durante a missão, estes homens devem enfrentar não só o inimigo, mas também os seus próprios medos e conflitos internos, numa tentativa desesperada de sobreviver e encontrar a redenção nas areias do deserto africano. O apelo exótico da região e dos inimigos não-ocidentais, e o filme foi propagandeado com o slogan "A grande história por trás da terra fanática do terror árabe!"
A trama interna conta com o tropo do triângulo amoroso e os personagens modelos do protagonista, donzela em apuros e antagonista. O Tenente Smith, um legionário americano, serve sob as ordens do Capitão Marcheck, o comandante que conspira com os berberes contra os franceses. Ao tentar frustrar os planos do traidor, Smith escapa por pouco da morte em duas ocasiões. Ele conhece a esposa de Marcheck, que se apaixona por ele. Ela pede o divórcio, mas o marido recusa a separação. A histórica culmina em uma batalha entre os nativos e os franceses, a qual provoca a morte do comandante Marcheck. Smith pode então liderar os legionários à vitória e casar-se com a viúva.

## Lançamento
O filme foi lançado nos Estados Unidos em 21 de setembro de 1958, pela Allied Artists Pictures. No Reino Unido, foi lançado em 17 de maio de 1959 e distribuído pela Associated British-Pathé.

## Recepção
O filme foi criticado por falta de inovação, com o cenário desenvolvendo um tema conhecido sem fornecer nenhum elemento original. A produção foi descrita como "medíocre" e os atores foram criticados por atuações sem inspiração.